# Сальные Тундры
Сальные Тундры — горный массив в Мурманской области. Расположен северо-западнее западнее Заячьей Тундры и западнее Волчьих Тундр. Высшая точка — гора Элгорас (997 м) в восточной части массива, несколько ниже неё гора Вуим в западной его части. В северной части Сальных Тундр расположена гора Пыршинуайвиш (708 м). Сальные Тундры, за исключением северо-западной части, находится на территории Лапландского заповедника. Существенная часть массива расположена выше зоны леса.
Сальные Тундры находятся севернее водораздела реки Туломы и озера Имандра, и, тем самым, целиком расположены в бассейне Туломы. Южный склон принадлежит к бассейну реки Вува, северный — Печа, западный — притока Печи Конья. Долина Коньи отделяет Сальные тундры от массива Туадаш Тундры.
В 2002 году в Сальных Тундрах группа исследователей под руководством Чуканова Н. В. обнаружили новый минерал — амфибол калиевый хлоропаргасит.